# Roubo de carro
Roubo de carro (português brasileiro) ou carjacking (português europeu) é o crime de roubar de um ou mais carros, geralmente na presença do(s) dono(s).
No Brasil esse tipo de crime ficou conhecido na região de fronteira, onde os veículos roubados são levados para países como o Paraguai a fim de serem comercializados.